# Regnans in Excelsis

Wappen Papst Pius’ V.

Regnans in Excelsis (lat.: Herrschend in der Höhe) ist eine Päpstliche Bulle von Papst Pius V., mit der er am 25. Februar 1570 die englische Königin Elisabeth I. exkommunizierte.

## Vorwurf der Ketzerei
In den Eingangsworten ging der Papst auf die Pflicht zum Gehorsam ein, er forderte, dass die Regierenden, die von Gottes Güte berufen sind, diesem Gehorsam leisten müssten. Er warf Elisabeth I. vor, sich gegen die Glaubenslehre gewandt zu haben. Damit habe sie disziplinlos und gottlos gehandelt.
Im weiteren Text wirft er ihr vor, dass sie die wahre Religion verbiete und mit dem Tode des früheren Königs Heinrich VIII. Schuld auf sich geladen habe. Des Weiteren benannte er Maria von Schottland als die rechtmäßige Königin von England.
Gegen Königin Elisabeth erhob er schwere Vorwürfe, so habe sie mit obskuren Männern den Tatbestand der Ketzerei erfüllt, indem sie die Doktrin des katholischen Glaubens geleugnet und gegen Fastenregeln und den Zölibat aufgerufen habe. Stattdessen habe sie die Riten und Regeln von Calvin eingeführt und die Geistlichen und Prediger in diesen Institutionen eingeschworen. Sie habe es gewagt, Bischöfe auszustoßen, Rektoren und katholische Priester abzusetzen und sich somit der Ketzerei schuldig gemacht.

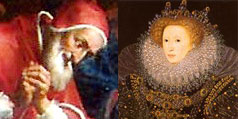
Papst Pius V. und Königin Elisabeth I.

## Exkommunikation
Der Papst, so erklärt er, sehe sich nun als oberster Hirte gezwungen, gegen Elisabeth die schärfsten Sanktionen einzuleiten. Somit wurde sie exkommuniziert und aus der römisch-katholischen Kirche ausgestoßen. Darüber hinaus erklärte Pius V., dass er ihr die Königswürde entziehe, damit verbunden seien auch alle Privilegien und adligen Würden.

## Eidentbindung
Alle Adligen, Untertanen und Bediensteten, die einen Eid auf die Königin abgelegt hätten, entband der Papst von ihrem Treueschwur. Er befahl allen Menschen, zurück in den „Schoß“ der katholischen Kirche zu kehren und drohte denen, die dieser Aufforderung nicht folgen würden, ebenfalls die Exkommunikation an.
Daraufhin kam es zur Ridolfi-Verschwörung, bei der Elisabeth ermordet und durch Maria Stuart ersetzt werden sollte, um den Katholizismus als die in England vorherrschende Religion zu restaurieren. Die Verschwörung scheiterte, und Elisabeth blieb bis zu ihrem krankheitsbedingten Tod im Jahr 1603 Königin von England.